# اویغورسای
اویغورسای (به ازبکی: Uygursay) یک منطقهٔ مسکونی در ازبکستان است که در ناحیه پپ واقع شده‌است. اویغورسای ۲٬۵۱۲ نفر جمعیت دارد.